# Hueyapan (Puebla)
Hueyapan es una localidad del estado mexicano de Puebla. Es cabecera del municipio de Hueyapan.

## Toponimia
El nombre de la localidad proviene de los términos en náhuatl huey, grande; atl, agua; pan, lugar. Su significado es «El el río grande».

## Demografía
| Gráfica de evolución demográfica |
|                                  |

| Censo | Población |
| ----- | --------- |
| 1900  | 3 699     |
| 1910  | 3 599     |
| 1921  | 2 863     |
| 1930  | 2 590     |
| 1940  | 1 298     |
| 1950  | 659       |
| 1960  | 686       |
| 1970  | 1 076     |
| 1980  | 1 665     |
| 1990  | 3 388     |
| 1995  | 4 205     |
| 2000  | 4 968     |
| 2005  | 5 814     |
| 2010  | 6 227     |
| 2020  | 7 037     |